# Крелленберг, Генрих Иванович
Генрих Иванович Крелленберг (1829—1898) — действительный статский советник, директор 1-й Казанской гимназии.

## Биография
Родился в Пернове Лифляндской губернии. В 1851 году окончил Главный педагогический институт и был направлен старшим учителем латинского языка в 1-ю Казанскую гимназию, где с 1856 года был инспектором, а в 1861—1896 годах — её директором. Кроме того, в 1884—1896 годах он был членом совета Родионовского института по учебной части и инспектором классов.
Был отмечен за службу орденами Св. Анны и Св. Станислава.
Имел дочерей Вильгемину, которая в 1875 году окончила с золотой медалью казанскую Мариинскую гимназию и Марию (1869—1942), в замужестве — Черняева.

## Источник
- КРЕЛЛЕНБЕРГ Генрих Иванович (недоступная ссылка)